# Orehovca, Taraclia
Orehovca este un sat din componența comunei Salcia din raionul Taraclia, Republica Moldova.

## Istorie
Satul Orehovca a fost menționat pentru prima dată în 1708 cu denumirea Biserica:
„7216 <1708>, iunie 25, Iași.

Mihai Racoviță voievod dă carte lui Neculai Ruset Postelnicul cel Mare ca pentru a dumisali dreapta slujba și cu credința ce ne slujește nouă și țării îi miluiește cu o săliște de sat... ce sa cheamă Biserica în ținutul Fălciului pe apa Malurilor, cu tot locul și cu tot hotarul, din locul ce s-au dezbătut acum de la tătari, cari loc de câteva vreme era împresurat și-l ținea tătarii.”

## Demografie

### Structura etnică
Structura etnică a localității conform recensământului populației din 2004:
| Grup etnic                    | Populație | Ponderea, % |
| ----------------------------- | --------- | ----------- |
| Băștinași declarați Moldoveni | 20        | 33,90       |
| Bulgari                       | 19        | 32,20       |
| Găgăuzi                       | 18        | 30,51       |
| Ucraineni                     | 1         | 1,69        |
| Ruși                          | 1         | 1,69        |
| Total                         | 59        | 100         |